# Odolena Voda
Odolena Voda (v místním nářečí Vodolka) je město v okrese Praha-východ, ve kterém žije přibližně 6 500 obyvatel. Leží při dálnici D8, 16 km severně od centra Prahy, 7 km východně od Kralup nad Vltavou a 8 km západně od Neratovic. Katastrální území obce má rozlohu 11,23 km².
Mezi Odolenou Vodou a obcí Vodochody se nachází letecká továrna Aero s letištěm. Podnik byl založen roku 1919 a zdejší továrna vybudována v roce 1953.

## Název
Název obce je spojován se jménem českého rytíře Odolena ze Střízovic, který žil ve 12. století.
V časopise Naše řeč roku 1973 byl zveřejněn článek Miroslava Roudného, podle nějž tvar Odolena není genitivem, za nějž byl dosud považován, ale vznikl zkrácením slova „Odolenova“ (kvůli těžší výslovnosti slabik „-va“ a „vo-“ na styku dvou slov se koncové „va“ vypustilo). Obdobný názor zastává i starší článek z roku 1924, kdy bylo ještě nejužívanějším názvem „Vodolka“. Ústav pro jazyk český (ÚJČ) nemá na původ slova jednotný názor. Zatímco v odpovědích jazykové poradny konstatuje, že „tvar Odolena je sice druhý pád tohoto podstatného jména, v rámci souslovného názvu obce se však toto gramatické vymezení stírá“ a jde o „pro uživatele neprůhledný pojmenovací typ“ s odkazem na toponomastickou monografii Aleny Polívkové z roku 2007, v Internetové jazykové příručce se s odkazem na tutéž monografii Polívkové uvádí, že „původní podoba názvu Odolenova Voda se vzhledem ke složité hláskové stavbě postupně zjednodušila na podobu Odolena Voda“. Shodně však na obou těchto stránkách ÚJČ připouští pouze skloňování obou částí podle vzoru „žena“: „do Odoleny Vody“, „k Odoleně Vodě“, „přes Odolenu Vodu“, „v Odoleně Vodě“, „za Odolenou Vodou“.
Někdy se však (v rozporu s těmito názory ÚJČ) bere Odolena skutečně jako genitiv a tedy se skloňuje „v Odolena Vodě“, „do Odolena Vody“ podobně jako „v Hradci Králové“, nikoliv „v Hradci Královém“, což však poradna ÚJČ nepřipouští. Skloňování tohoto názvu bylo dlouhodobě předmětem odborných i populárních článků a polemik jazykovědců.

## Historie

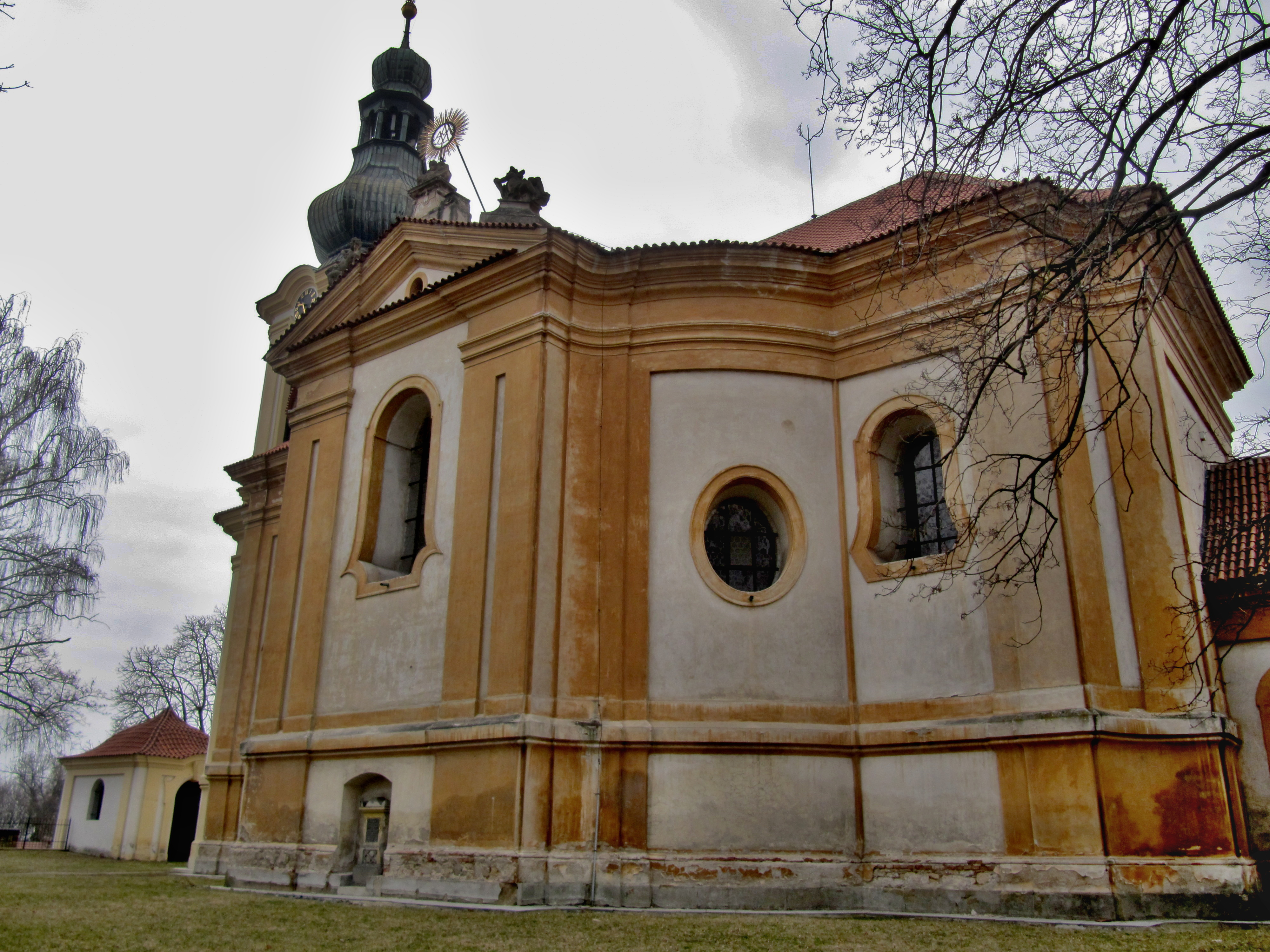
Barokní kostel sv. Klimenta z roku 1735 je dílem slavného architekta Kiliána Ignáce Dientzenhofera

Město Odolena Voda, dříve též Vodolina Voda, Odolena Vodis či prostě Vodolka je starého původu. Lokalita byla osídlena již od mladší doby kamenné. Je situována v malé nadmořské výšce a má mírné klima. První písemná zmínka však pochází až z roku 1352, a to ze zápisu o majetku Svatovítské kapituly na Pražském hradě. Podle něj ves patřila děkanovi a kapitule a měla již kostel svatého Klimenta s farářem či vikářem. Roku 1373 je zmiňován dočasný světský držitel, rytíř Jan Laclík/Maclík z Odoleny Vody.
Existence panského sídla ve vsi se týká zápis z roku 1407, ve kterém se rektor kostela svatého Mikuláše na Novém městě pře s paní Bětkou o tzv. nápravu. Jednalo se o doživotní pronájem nějakého panství za určité služby. Prakticky vždy bylo součástí nápravy sídlo, někdy však jen poplužní dvůr.
Vodolka zůstala v držení kapituly až do počátku husitského hnutí, roku 1421. Díky následné sekularizaci získalo ves Staré Město Pražské, respektive jeho měšťané, jimž sídlo patřilo více než sto let. Postupně bylo panství pronajímán za 60 kop českých grošů několika nápravníkům, a to v rozsahu poplužního dvora, několika dědin, rybníka a luk.
Po roce 1547 v důsledku stavovského povstání měšťanů proti Ferdinandovi I. Habsburskému byl majetek Starého Města zkonfiskován a stal se na krátkou dobu královským majetkem, roku 1549 byl pak prodán za 750 kop českých grošů bratřím Fabiánovi, Janovi a Benešovi, rytířům Sekerkům ze Sedčic. Odolena Voda byla nejprve ve společném držení Fabiána, Jana a Beneše Sekerků společně s Lobkovicemi, Mlékojedy a Neratovicemi. Roku 1553 se prostřední z nich, Jan, oženil a věno své ženy Mariány ze Šebířova pojistil zápisem na Odoleně Vodě. O tři roky později došlo k rozdělení majetku. V podací smlouvě je ves zapsána s poplužním dvorem a platem, lukami, pastvinami, lesy, rybníkem, krčmou a podacím právem ke kostelu svatého Klimenta. Z tohoto seznamu vyplývá, že ve zmiňované době nebylo v obci žádné panské sídlo. Jan Sekerka přesídlil na Vodolku, vybudoval zde tvrz a výrazně panství zvětšil. Roku 1563 zdědil po strýci Lobkovice s rodovou tvrzí. Po jeho smrti pak Odolenu Vodu zdědil jeho synovec Ladislav a držel ji po celý zbytek 16. století. Z této doby se dochoval několik soudních záznamů, ve kterých je Ladislav Sekerka ze Sedčic žalován pro neuhrazení dluhu. Roku 1618 se Ladislav zúčastnil stavovského povstání a vykonával funkci komisaře při stavovském direktoru. V roce 1620 však náhle zemřel a jeho majetek i dluhy převzala vdova Voršila.

### Po Bílé hoře

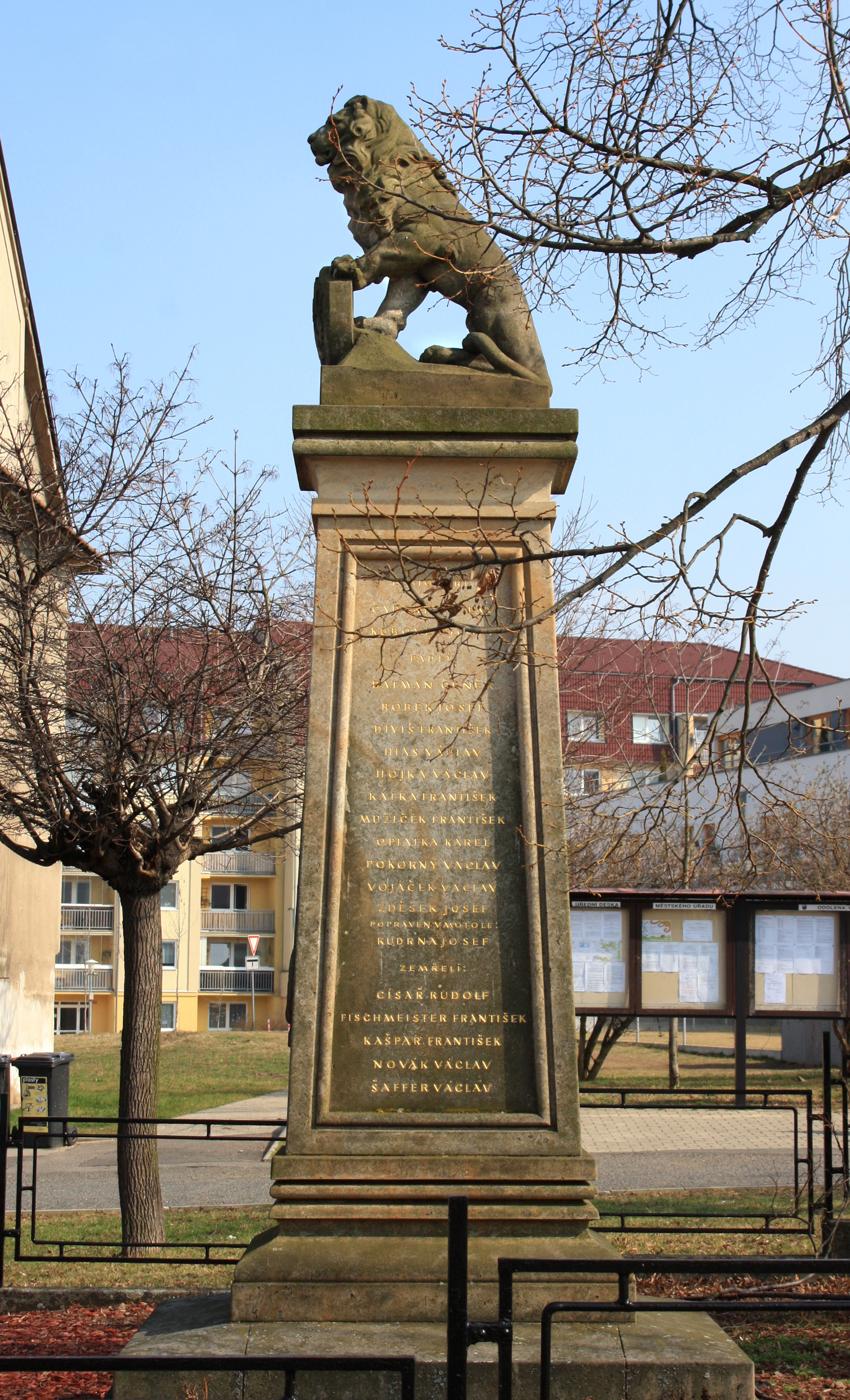
Památník obětem válek na Dolním náměstí

Roku 1622 byl celý majetek zkonfiskován a ihned prodán Polyxeně z Lobkovic za 9 000 zlatých. Vodolské panství skládající se z tvrze (tehdy poprvé připomínané), dvora, ovčína, polí, dvou hájů, dvou štěpnic, kolatury, kovárny, kostela, masného krámu a dalšího příslušenství bylo součástí prodeje se vsí Dřínov a poplužním dvorem Červená Lhota. Připojení k ostatním lobkovickým statkům znamenalo pro ves ztrátu významu a bývalé samostatnosti.
Ve snaze o kompaktnější panství pak syn Polyxeny, Václav Eusebius z Lobkovic, směnil v roce 1671 Odolenu Vodu a Červenou Lhotu za vesnici Ctiněves s jezuitskou kolejí. V tomto roce je tvrz v zápise uvedena bez dalších popisů, z čehož se lze domnívat, že její stav nebyl špatný. Oproti tomu v zápisu v jezuitském urbáři z roku 1680 se objekt popisuje jako rozvalený, se zanesenou studní a rozvalenou spíží. Jezuitská kolej poté přistoupila k adaptaci tvrze, která sloužila jako sídlo správce poplužního dvora. V tereziánském katastru je objekt zmiňován jako „vrchnostenský dům špatný, bydlí v něm úředníci“. Roku 1780 je připomínán pouze pivovar, fara a poplužní dvůr.
Po zrušení jezuitského řádu v roce 1773 byl jeho majetek převeden na studijní fond. Prameny v této době tvrz nezmiňují, poněvadž hrála pouze podřadnou roli obytného objektu pro poplužní dvůr. Statek měl v té době správce, písaře, sládka, bednáře, čtyři rychtáře, jednoho lesníka a revírníka a tři sloužící. Roku 1811 přešel majetek panství do rukou náboženského fondu a ten ho dále pronajímal. Od roku 1816 byl nájemce August z Ledebouru, který ves i se sousedními Panenskými Břežanami roku 1820 odkoupil. Roku 1823 je pak odprodal Janovi ze Somssich a ten je roku 1828 prodal dále Matyáši Fridrichovi z Riesse. Jeho syn Adolf svobodný pán z Riese-Stallburgu držel statek až do konce 19. století, kdy ho odprodal Hospodářské kreditní bance. V roce 1864 zde založil cukrovar.Téhož roku Jan Peluněk založil sladovnu.
Hospodářská kreditní banka roku 1910 odprodala statek židovskému podnikateli v cukrovarnictví Ferdinandu Blochovi-Bauerovi, který v roce 1938 uprchl do Švýcarska, kde zemřel. Za druhé světové války byl jeho majetek přiřazen k majetku německého státu. Po válce byl nakrátko vrácen rodině Blochů, ale následně znárodněn a přičleněn ke Státnímu statku Ďáblice, roku 1967 pak došlo k vytvoření Státního statku Odolena Voda. Objekt tvrze byl využíván k bytovým čelům, postupně zchátral. Po revoluci v roce 1989 byl odprodán firmě Kenvelo, zbylí obyvatelé vystěhováni a objekt dále chátral. V roce 2006 objekt koupil pan Kodym, který ho postupně rekonstruuje.

### Územněsprávní začlenění
Dějiny územněsprávního začleňování zahrnují období od roku 1850 do současnosti. V chronologickém přehledu je uvedena územně administrativní příslušnost obce v roce, kdy ke změně došlo:
- 1850 země česká, kraj Praha, politický i soudní okres Karlín[15]
- 1855 země česká, kraj Praha, soudní okres Karlín[15]
- 1868 země česká, politický i soudní okres Karlín[15]
- 1927 země česká, politický okres Praha-venkov, soudní okres Karlín[16]
- 1929 země česká, politický okres Praha-venkov, soudní okres Praha-sever[17]
- 1939 země česká, Oberlandrat Praha, politický okres Praha-venkov, soudní okres Praha-sever[18]
- 1942 země česká, Oberlandrat Praha, politický okres Praha-venkov-sever, soudní okres Praha-sever[19]
- 1945 země česká, správní okres Praha-venkov-sever, soudní okres Praha-sever[20]
- 1949 Pražský kraj, okres Praha-sever[21]
- 1960 Středočeský kraj, okres Praha-východ[22]

### Rok 1932
V obci Odolena Voda (870 obyvatel, poštovní úřad, telegrafní úřad, telefonní úřad, četnická stanice, katolický kostel) byly v roce 1932 evidovány tyto živnosti a obchody: lékař, autodoprava, biograf Sokol, cukrář, drogerie, družstvo pro rozvod elektrické energie, hodinář, 2 holiči, 4 hostince, hotel Sokol, 2 klempíři, kolář, dělnický konsum, kovář, 3 krejčí, 2 malíři pokojů, velkoobchod s moukou, 3 obuvníci, 3 pekaři, povoznictví, 8 rolníků, 2 řezníci, 2 sedláři, 4 obchody se smíšeným zbožím, spořitelní a záložní spolek pro Odolena Vodu, okresní hospodářská záložna v Karlíně, 3 obchody se smíšeným zbožím, 2 trafiky, 4 truhláři, 2 obchody s uhlím, velkostatek Schöller, 2 zámečníci, zednický mistr.

## Přírodní poměry
Severně od města se nachází přírodní rezervace Vršky pod Špičákem vyhlášená k ochraně společenstev teplomilných trávníků a skalních výchozů.

## Části města
- Odolena Voda
- Dolínek (základní sídelní jednotky Dolínek a Čenkov)

## Doprava
Dopravní síť
- Pozemní komunikace – Území města protíná dálnice D8 s exitem 9 Úžice ve vzdálenosti 3,5 km. Z města vychází silnice II/522 Odolena Voda – Chlumín. Území města protíná silnice II/608 Praha-Libeň – Odolena Voda – Veltrusy – Terezín.
- Železnice – Železniční trať ani stanice na území města nejsou. Nejbližší železniční stanicí jsou Úžice ve vzdálenosti 4 km ležící na trati 092 z Kralup nad Vltavou do Neratovic.

Veřejná doprava 2011
- Autobusová doprava – Autobusové linky projíždějící městem vedly do těchto cílů: Brandýs nad Labem-Stará Boleslav, Kralupy nad Vltavou, Neratovice, Praha, Roudnice nad Labem (dopravce ČSAD Střední Čechy).

### Letiště
V Odoleně Vodě se nachází továrna a tovární letiště Aero Vodochody, které zde působí od roku 1953. Od roku 2007 připravuje společnost Penta Investments přestavbu továrního letiště na mezinárodní civilní, jež by odlehčilo, ale částečně i konkurovalo letišti v Ruzyni. Proti tomuto plánu protestuje 13 okolních obcí, které založily několik občanských sdružení. Vadí jim především nadměrná hluková zátěž, dopravní kolaps, znehodnocení majetků a nebezpečí leteckého provozu pro okolní objekty (Ústav jaderného výzkumu v Řeži, rafinérie v Kralupech).

## Sport

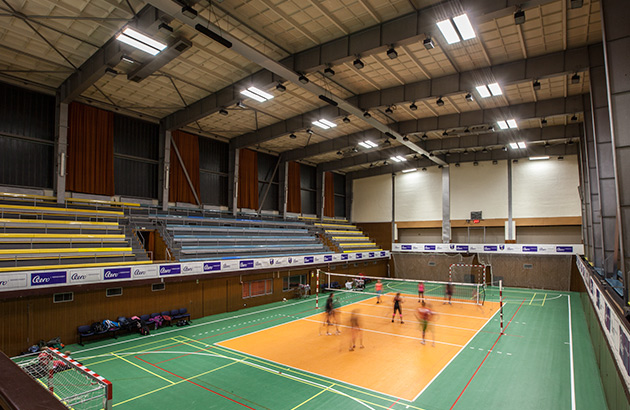
Hala, kde se slavilo osm titulů

Město je známé také díky místnímu volejbalovému klubu Aero Odolena Voda, který dokázal získat osm mistrovských titulů (1977, 1978, 1987, 1988, 1993, 1994, 1996, 2004). Největším mezinárodním úspěchem bylo třetí místo ve finálovém turnaji Ligy mistrů 1978. Patronem a sponzorem klubu byla po dobu své prosperity místní továrna Aero Vodochody. V roce 2004 byla prvoligová licence prodána do Kladna. V roce 2007 vzniklo z bývalých hráčů občanské sdružení Vraťme Volejbal Vodolce, které obnovilo existenci týmu a zakoupilo právo startu v druhé nejvyšší soutěži od TJ Lužiny. V roce 2010 se Aero Odolena Voda vrátilo do extraligy.
Funguje tu rovněž sportovní oddíl orientačních běžců TJ Aero Odolena Voda, jenž reprezentuje Odolenu Vodu po téměř celé republice.

## Školství
Ve městě sídlí základní škola Odolena Voda, mateřská škola a zvláštní škola. Pro nedostačující kapacitu základní školy je plánována její rekonstrukce, na kterou byl již připraven návrh.[zdroj?]

## Pamětihodnosti
- Kostel svatého Klimenta, architektura od K. I. Dientzenhofera (1733–1735), fresky maloval Jan Kuben
- Sloup se sochou Panny Marie z roku 1706 na náměstí
- Zámek Odolena Voda, vznikl přestavěním z renesanční tvrze
- Židovský hřbitov západně od města, v lesíku za dálnicí směrem k Postřižínu. Založen počátkem 19. století, dnes na ploše 0,37 ha dochováno kolem 200 náhrobků z let 1831–1935.
- Dub u Postřižína, památný strom při silnici do Postřižína

## Rodáci

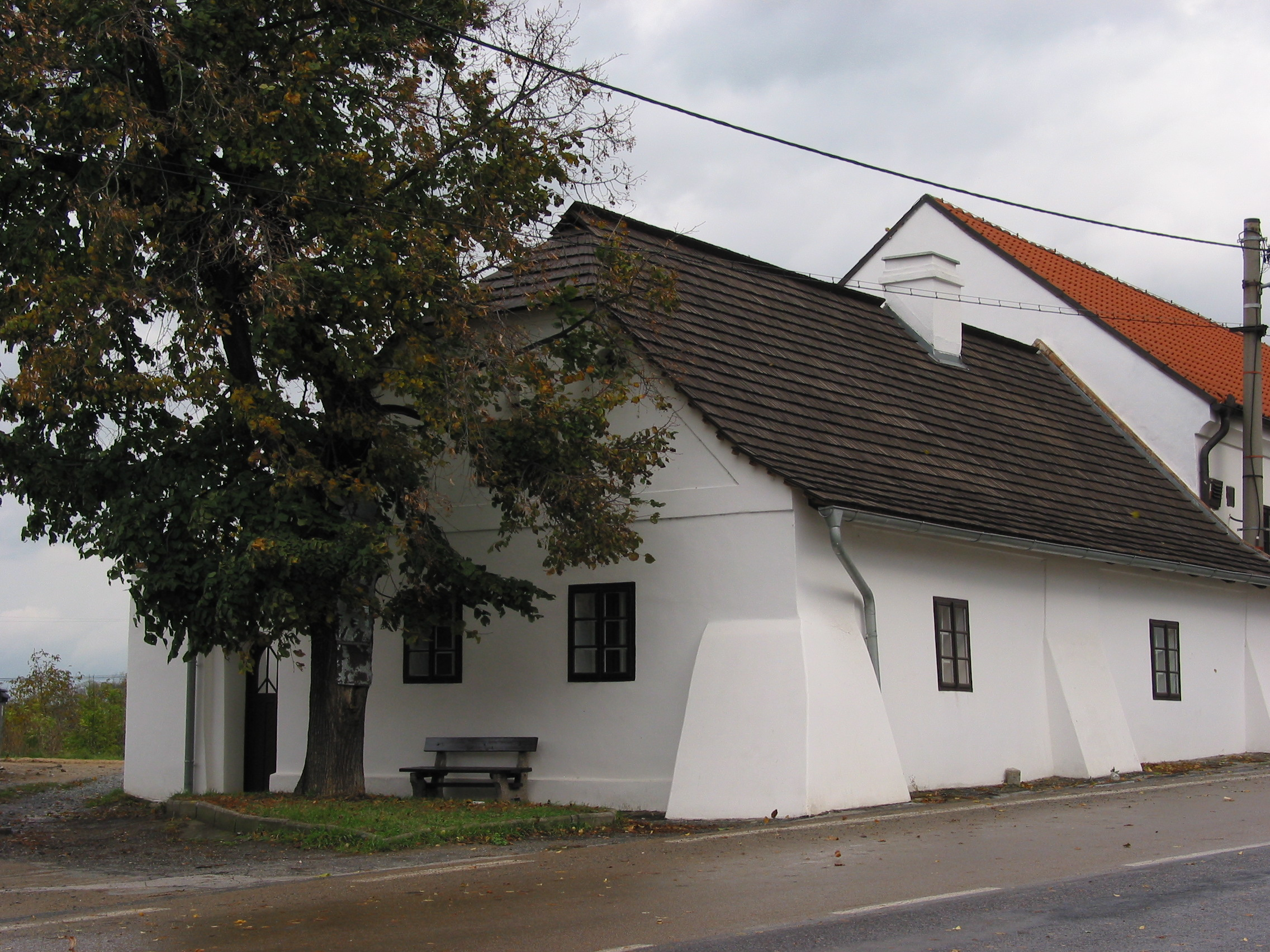
Rodný domek Vítězslava Hálka v Dolínku

- V místní části Dolínek se narodil Vítězslav Hálek – český básník, prozaik, dramatik, literární kritik a publicista, představitel májovců.
- Místním rodákem byl Bedřich Bobek, ústavní soudce, politik a meziválečný poslanec Národního shromáždění.
- V Odoleně Vodě se narodil Jaroslav Čermák, osobnost francouzského protinacistického odboje. V Československu byl vězněn komunistickým režimem.
- Narodil se zde policista a poslanec za ČSSD Stanislav Huml.
- V místním fotbalovém klubu začal svou kariéru bývalý reprezentant Václav Drobný.

## Fotogalerie

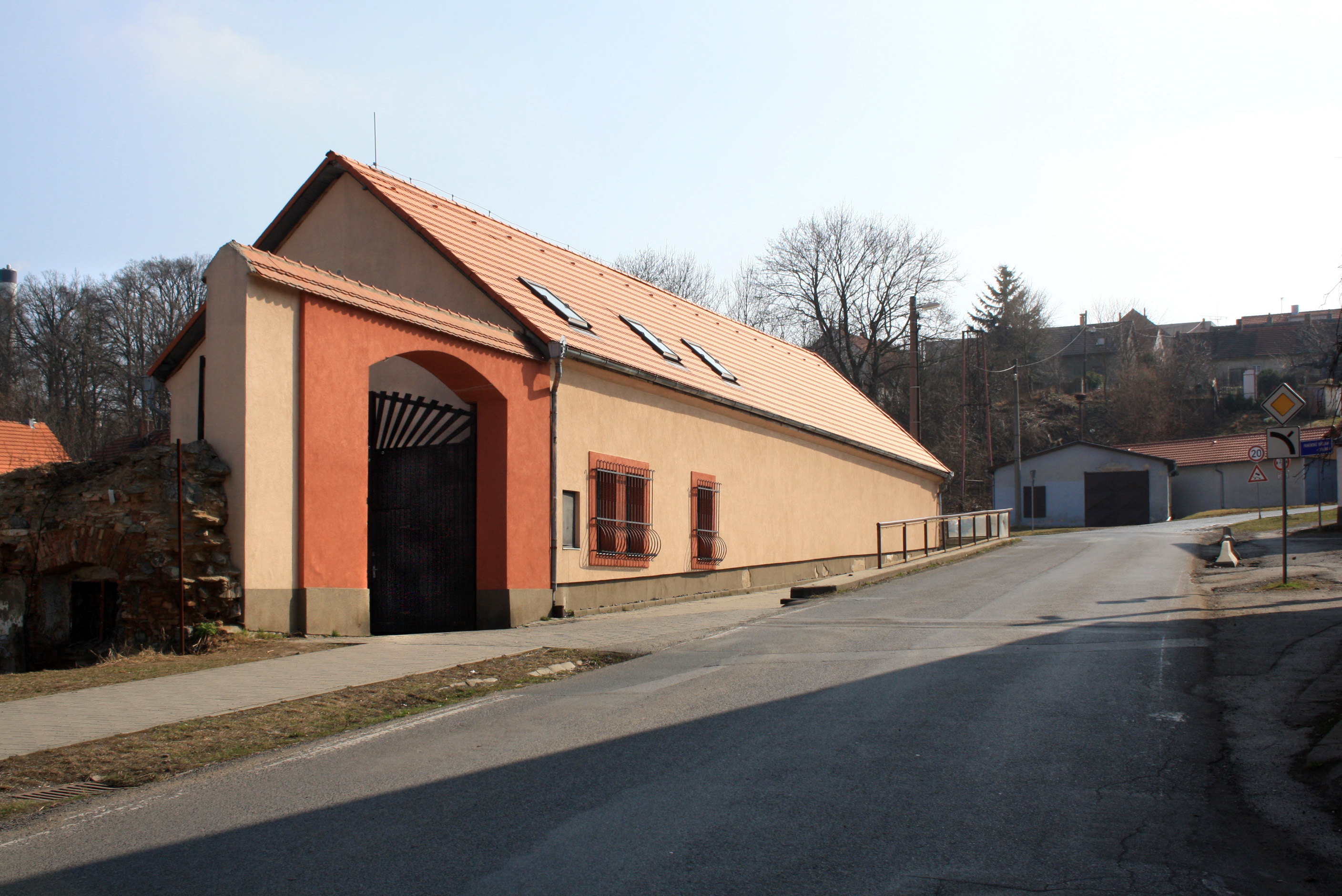
Opravený statek v Květnové ulici
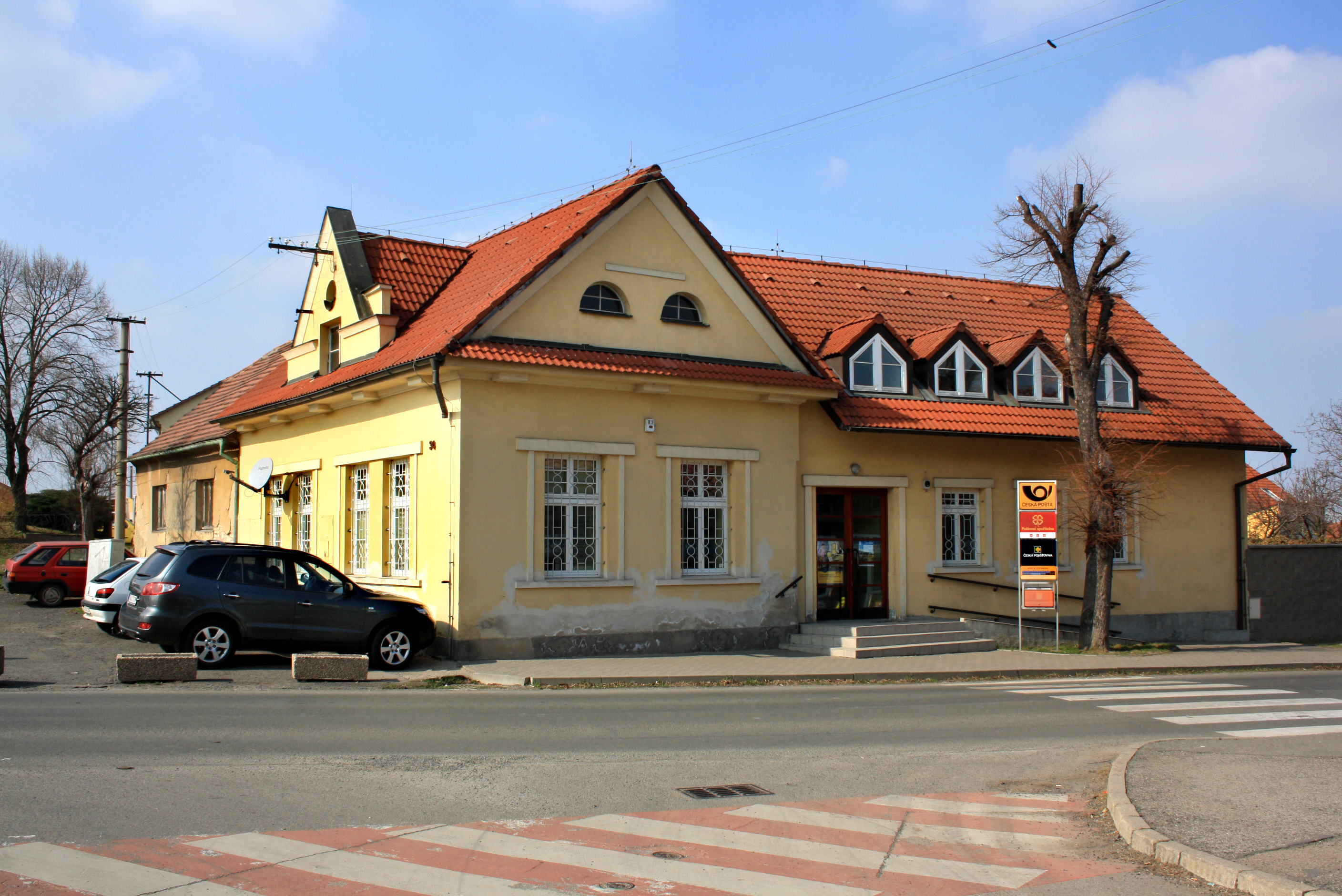
Pošta
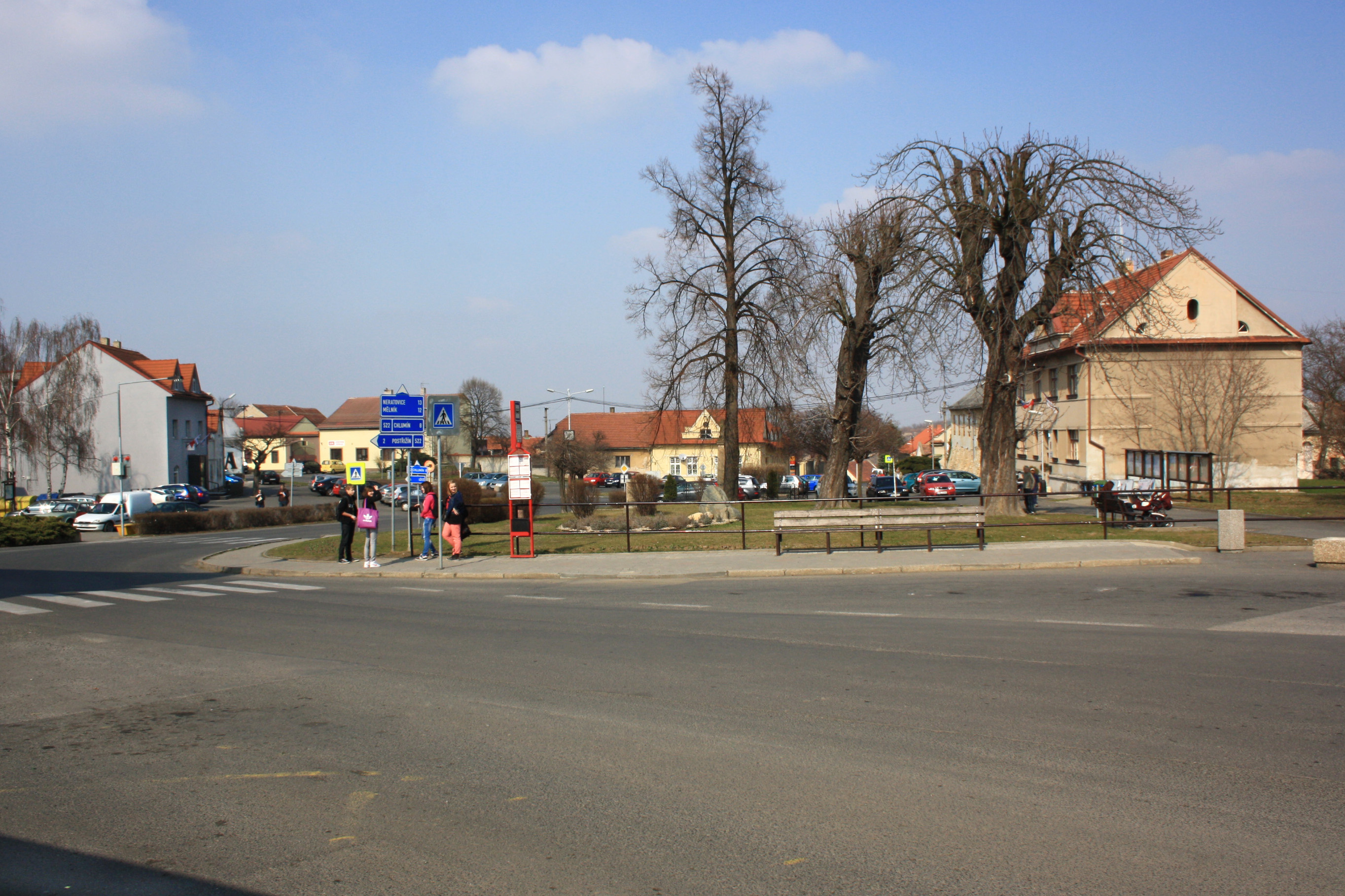
Dolní náměstí
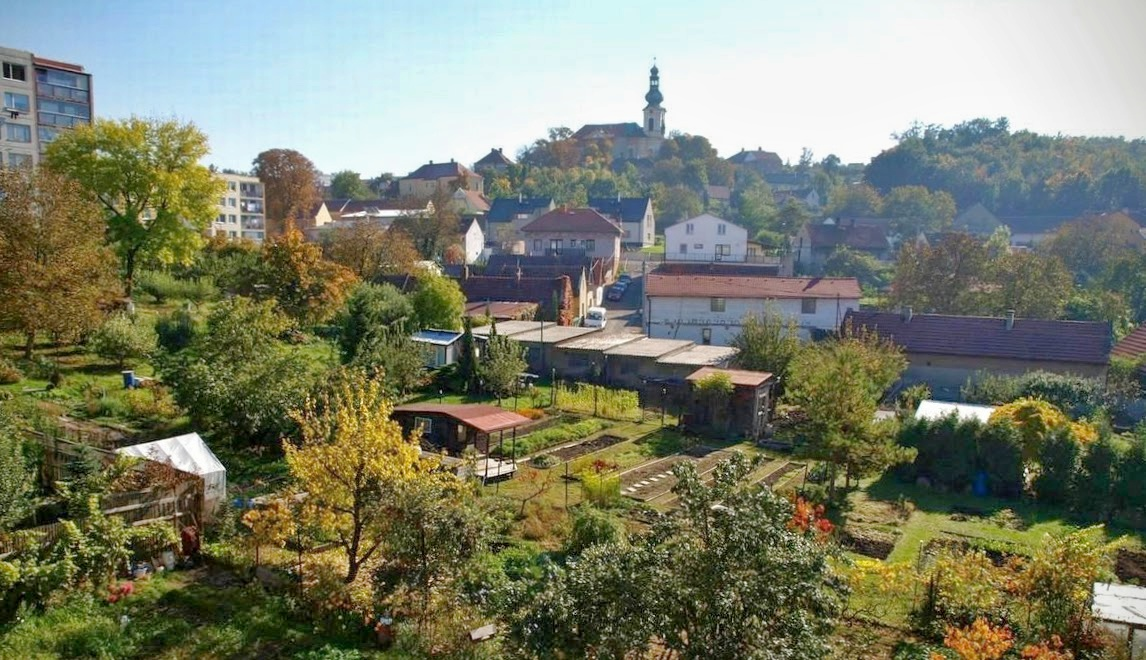
Pohled na město od severu
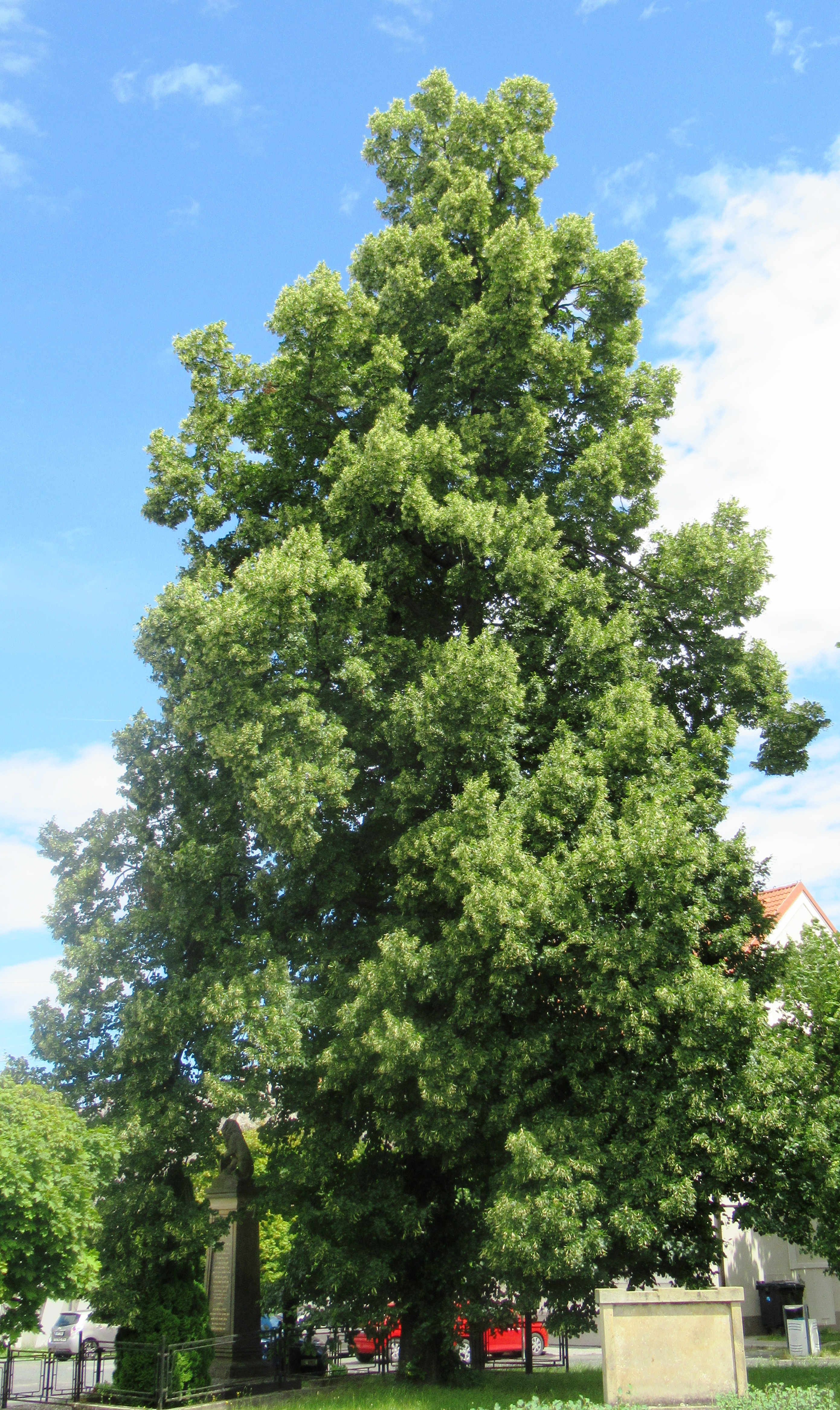
Lípa svobody na Dolním náměstí památný strom
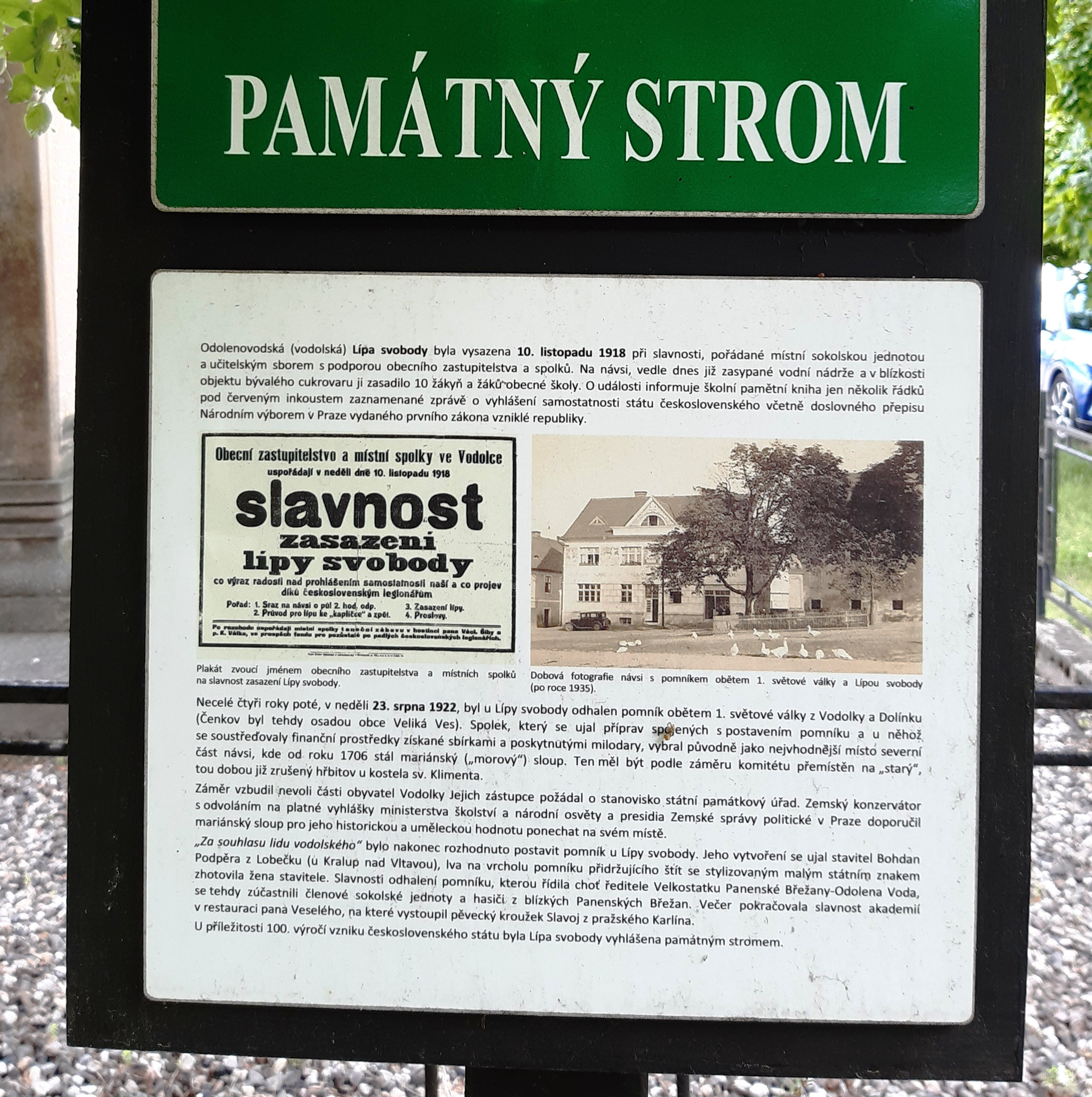
Lípa svobody památný strom informační tabule